# Billboard Music Awards
Billboard Music Awards су почасти које сваке године додељује Billboard, публикација која покрива музички бизнис и топ-листе популарности музике. Емисија се одржава сваке године од 1990, са изузетком од 2007. до 2010. године. Додела је раније била организована у децембру, али се од повратка 2011. одржава у мају.